# Dagalaifo (conde)
Dagalaifo (em latim: Dagalaiphus) foi um oficial bizantino do século VI, ativo no reinado do imperador Anastácio I Dicoro (r. 491–518). Se sugere pelo seu nome que fosse filho do cônsul de 506 Areobindo e pai do senador homônimo. Aparece nas fontes em 509, quando confrontou o patriarca João Niciota em Alexandria, causando tumultos nas ruas da cidade. Segundo Teófanes, o Confessor, ele foi um conde, o que para os autores da Prosopografia significaria conde do Egito.